# برتون، دورست
برتون (به انگلیسی: Burton) یک روستا و محله مدنی در انگلستان است که در دورست واقع شده‌است.